# Краль, Ханс-Юрген
Ханс-Юрген Краль (нем. Hans-Jürgen Krahl, 17 января 1943, Зарштедт — 13 февраля 1970, Марбург) — немецкий общественно-политический деятель и философ, член руководства Социалистического союза немецких студентов, активный участник студенческого движения 1960-х годов. Ученик Адорно. Погиб в возрасте 27 лет в результате автокатастрофы.